# Wrightia lanceolata
Espèce
Statut de conservation UICN

 VU D2 : Vulnérable
Wrightia lanceolata est une espèce de plantes à fleurs de la famille des Apocynaceae.

## Publication originale
- Bulletin of Miscellaneous Information, Royal Gardens, Kew 1937: 89. 1937.